# Nepenthes burbidgeae
Nepenthes burbidgeae är en tvåhjärtbladig växtart som beskrevs av Joseph Dalton Hooker och Frederick William Thomas Burbidge. Nepenthes burbidgeae ingår i släktet Nepenthes och familjen Nepenthaceae. Inga underarter finns listade i Catalogue of Life.

## Bildgalleri

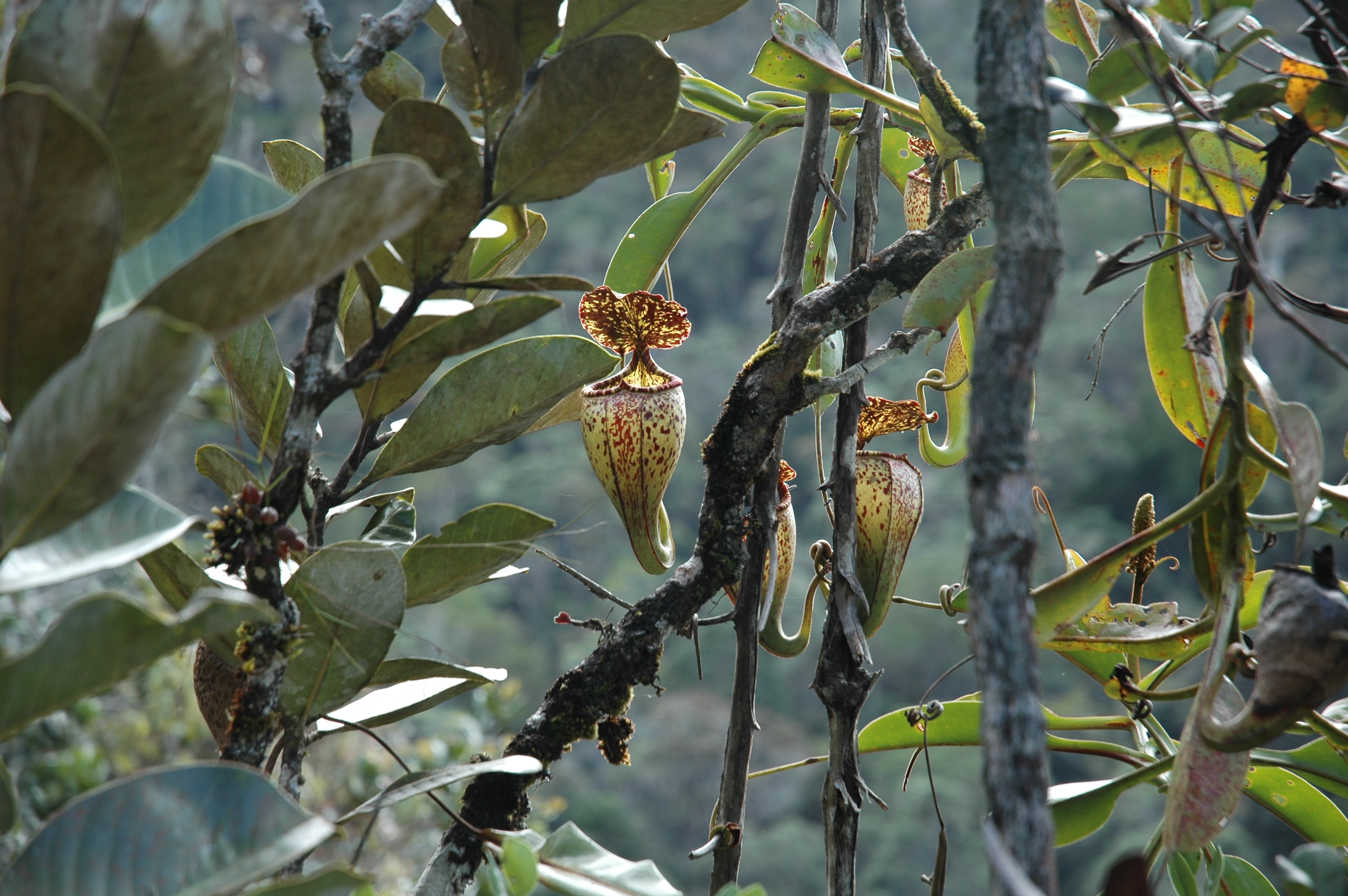
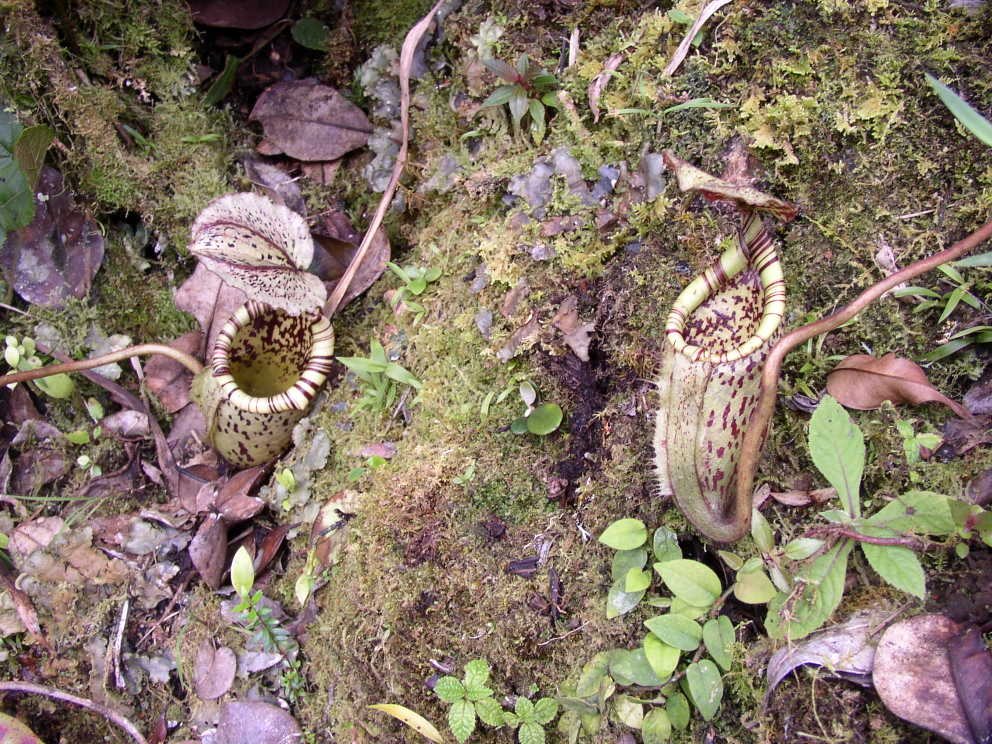
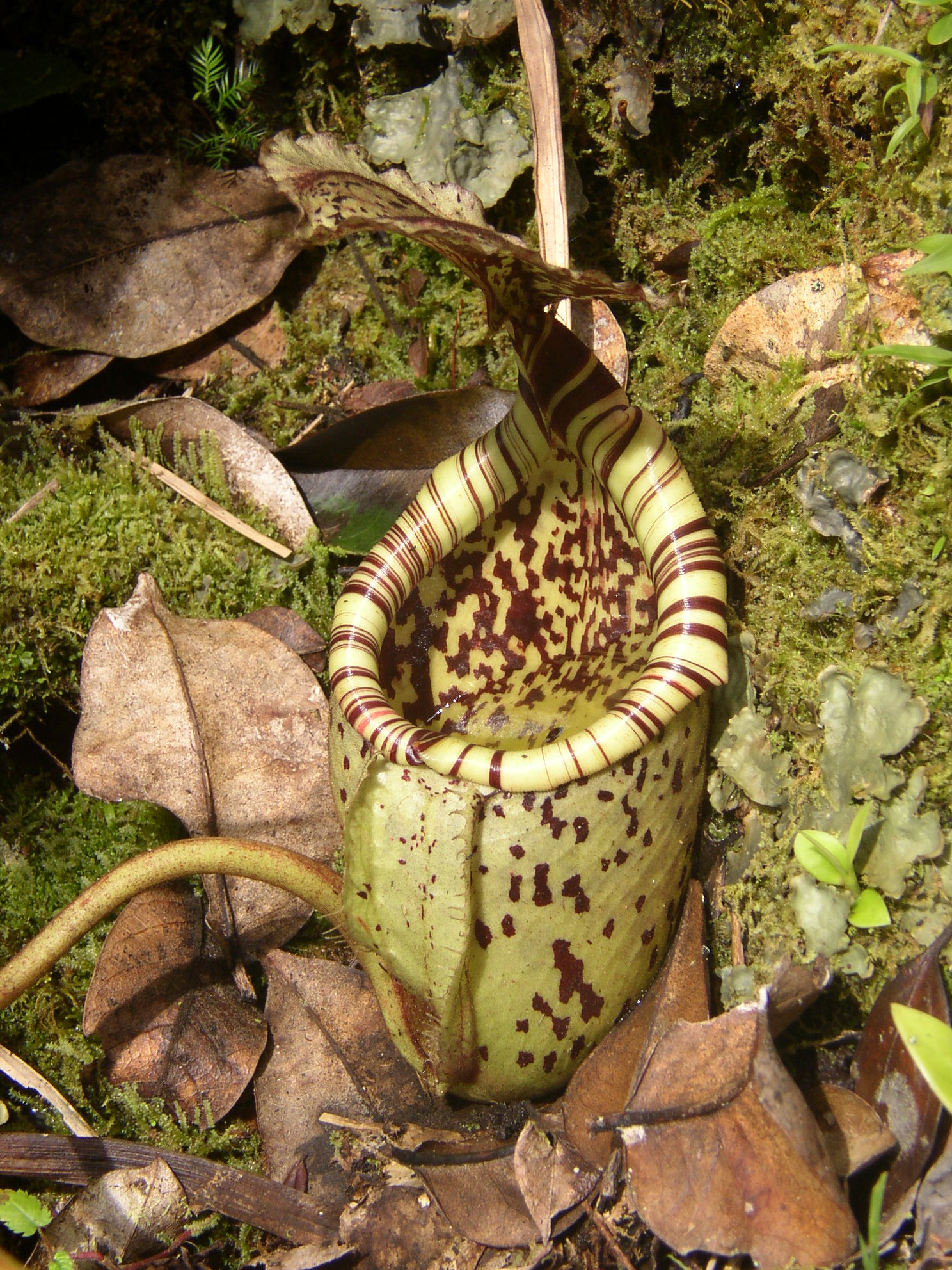
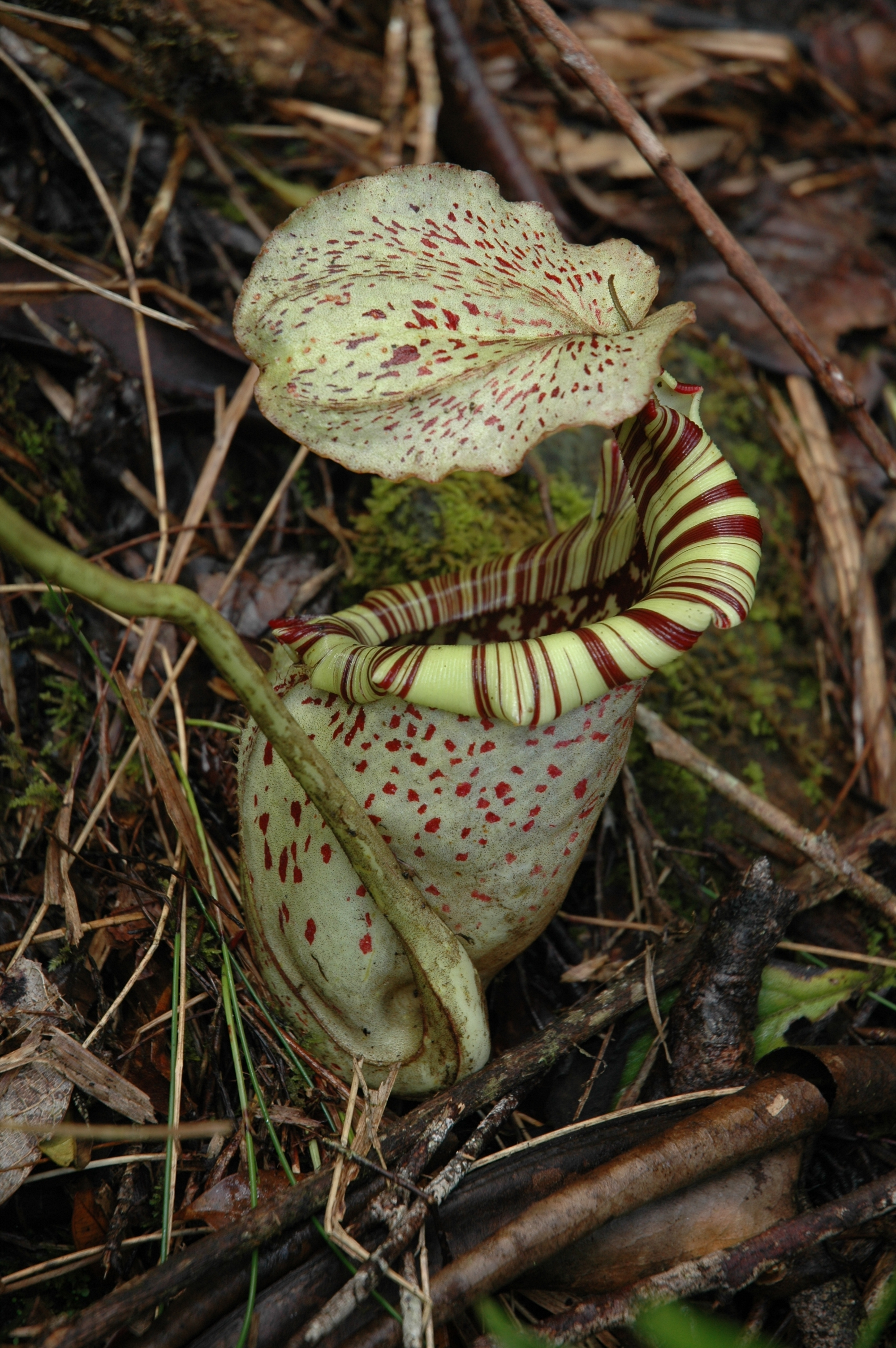
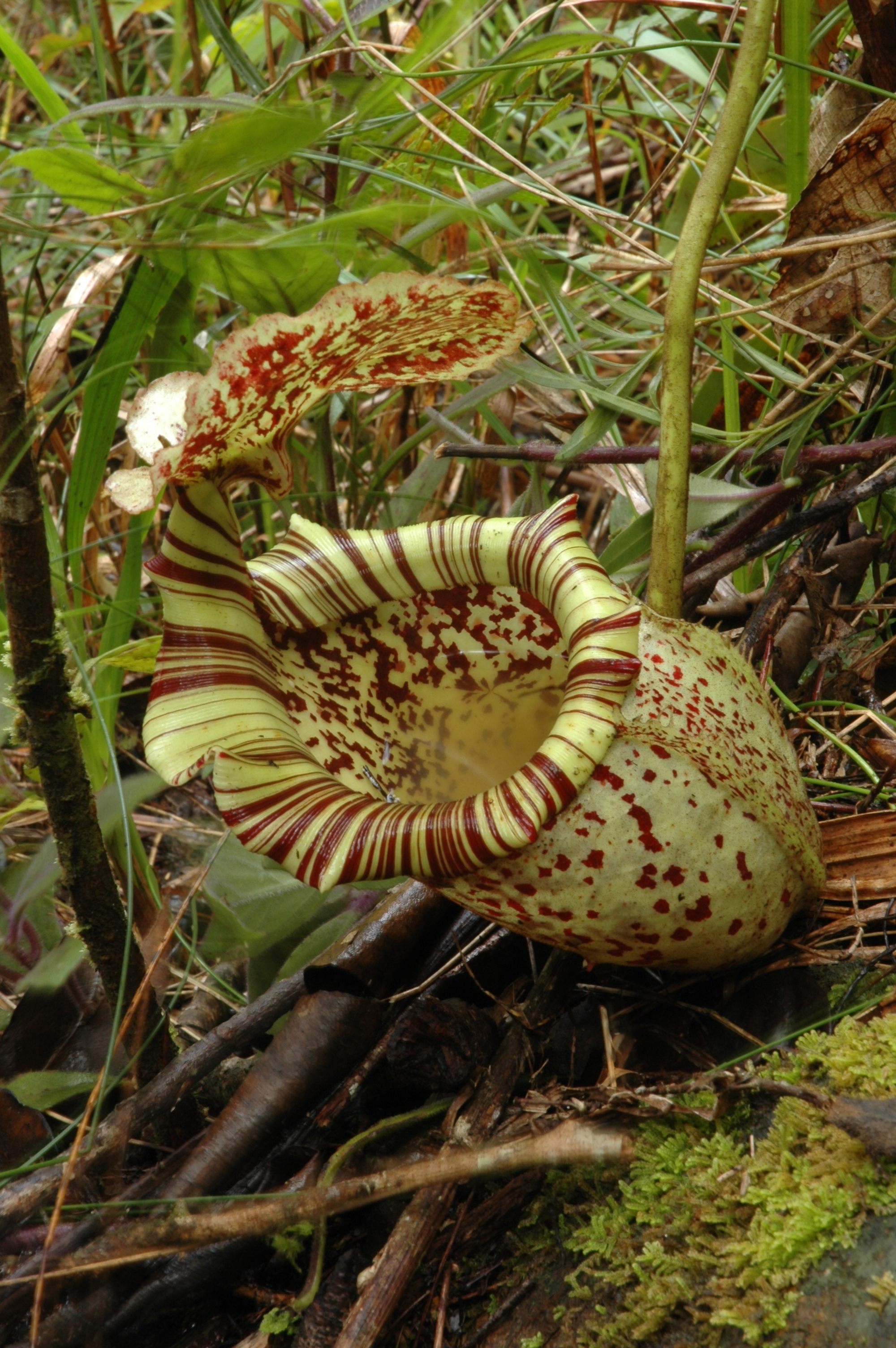
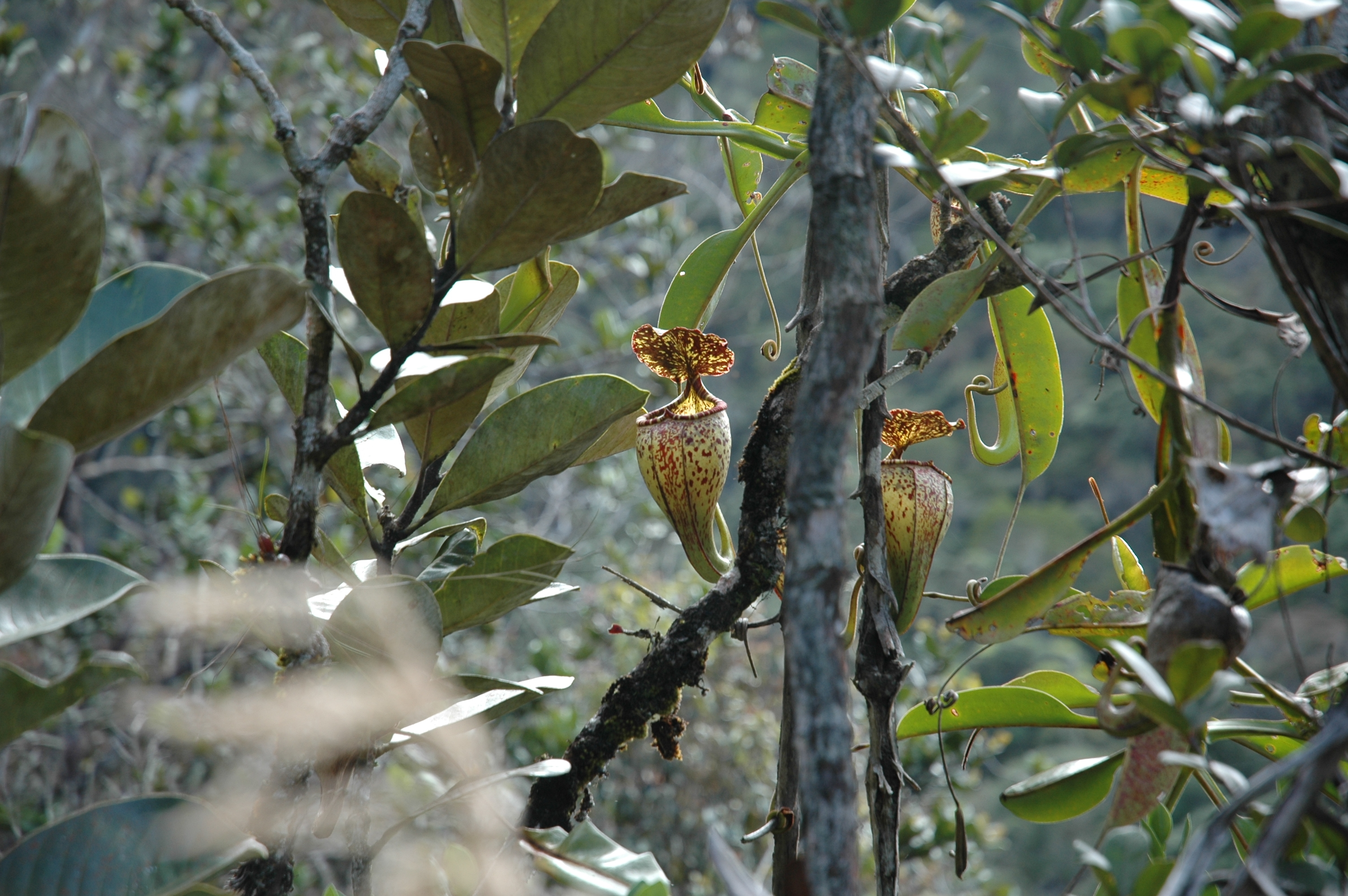